# Estación Peumo
La Estación Peumo es una antigua estación ferroviaria ubicada en Peumo, Región de O'Higgins, Chile. Inaugurada en 1892, fue declarada Monumento Nacional de Chile, en la categoría de Monumento Histórico, mediante el Decreto n.º 307, del 22 de julio de 2014.

## Historia
Inaugurada en 1892, formaba parte del ramal Pelequén-Las Cabras, que se dedicaba al transporte de producción agrícola.

## Descripción
Construida en albañilería de ladrillo de arcilla y con sus corredores, pilares, entrepisos y estructura de techumbre de madera de pino Oregón, con cubierta de planchas de zinc onduladas, presenta un volumen único de dos pisos con corredores en tres de sus lados, que siguen la tipología característica de la arquitectura ferroviaria de la zona centro sur de Chile.